# Parascorpaena picta
Parascorpaena picta är en fiskart som först beskrevs av Cuvier 1829.  Parascorpaena picta ingår i släktet Parascorpaena och familjen Scorpaenidae. Inga underarter finns listade i Catalogue of Life.